# B&M
B&M, B&M 리테일 리미티드(B&M Retail Limited, 거래명: B&M)는 1978년에 설립되어 스피크(Speke)에 본사를 둔 영국의 다국적 잡화점 체인이다. 런던 증권거래소에 상장되어 있으며 FTSE 100 지수의 구성 요소이다.
B&M은 헤론 푸즈(Heron Foods)를 소유하고 프랑스에서 B&M(구 Babou) 매장을 운영하는 룩셈부르크에 본사를 둔 B&M 유러피언 밸류 리테일 S.A.의 일부이다.
영국에는 703개의 매장이 있고 프랑스에는 104개의 매장이 있다.